# Paco Castellano
Francisco Castellano Rodríguez, conocido popularmente como Paco Castellano, nació en Bañaderos (Arucas), Gran Canaria, el 17 de noviembre de 1944, es un exfutbolista y entrenador español de fútbol. 

## Trayectoria
Fue un defensa central que desarrolló toda su carrera en la U. D. Las Palmas, desde 1964 hasta 1978. Formó tándem en gran parte de esos 14 años con Tonono. Fue dos veces internacional absoluto con España.
Como entrenador ha estado vinculado siempre al fútbol canario y especialmente a la U. D. Las Palmas a la que ha dirigido en cuatro periodos diferentes, varios de los cuales como recambio de entrenadores cesados. Dicho caso es su última incorporación al club el 26 de mayo de 2009, como sustituto de Javier Vidales.

## Clubes como entrenador
| Club                      | País   | Año       |
| ------------------------- | ------ | --------- |
| Las Palmas Atlético       | España |           |
| U. D. Las Palmas          | España | 1994-1995 |
| U. D. Las Palmas          | España | 1996-1997 |
| U. D. Las Palmas          | España | 1998-1999 |
| Unión Deportiva Gáldar    | España | 2001-2002 |
| Universidad LPGC          | España | 2003-2004 |
| Club Deportivo San Isidro | España | 2005-2006 |
| Universidad LPGC          | España | 2008      |
| U. D. Las Palmas          | España | 2009      |